# Magelona riojai
Magelona riojai är en ringmaskart som beskrevs av Jones 1963. Magelona riojai ingår i släktet Magelona och familjen Magelonidae. Inga underarter finns listade i Catalogue of Life.